# 464

## Събития

### Според мястото

#### Източна Римска империя
- Олибрий става консул в Константинопол.